# Сьюзі Ґібсон
Сьюзі Ґібсон (англ. Susie Gibson; 31 жовтня 1890 року, Коринт, Алкорн, Міссісіпі, США — 16 лютого 2006 року Таскамбія, Алабама, США) — американська супердовгожителька. На момент смерті вона була третьою найстарішою повністю верифікованою людиною в світі та другою в США. Станом на серпень 2018 року входить в топ-100 найстаріших повністю верифікованих людей в історії (37 місце). Ґібсон була активною протягом більшої частини свого життя. Вона жила у своєму власному будинку доки їй не виповнилось 104 роки. Навіть живучи в будинку для літніх людей вона регулярно їла в місцевому ресторані. В 2005 році її показали в рекламі слухового апарату, де було сказано: «Ніколи не пізно почути краще». Сьюзі вважала, що її довголіття це результат вживання маринованих огірків та оцту, а також уникання лікарів, і вміння робити те, що тобі подобається.

## Життєпис
Сьюзі Поттс народилась 31 жовтня 1890 року в Коринті, округ Алкорн, Міссісіпі, США в сім'ї Джозефа «Джо» і Мері Еллен Лінч Поттс. Вона була третьою за віком серед чотирьох дітей в сім'ї. Її мати Мері Еллен Лінч Поттс (1860-1963) дожила до 102-х років.
Сьюзі вивчала набір та диктування в школі секретарів. В 1915 році вона вийшла заміж за фармацевта Джеймса В. Ґібсона і вони поселилися в Шеффілді, що на північному заході Алабами. У пари народилась одна дитина — син Джеймс-молодший, який народився 5 вересня 1921 року. Сьюзі була активісткою в жіночих групах, захоплювалась садівництвом, грою в бридж та риболовлею. Ґібсон запевняла, що робить щодня тільки те, що їй подобається, як їй радила бабуся.
Її чоловік помер в 1955 році, а її єдиний син 30 січня 1987 року у віці 65 років. Він теж був фармацевтом. На той час Сьюзі було 96 років. Вона залишилась жити з невісткою Ернестіною та онуками.
В 104-річному віці Ґібсон переїхала в будинок для літніх людей в Таскамбії, Алабама, США.
Сьюзі Ґібсон померла від серцевої недостатності 16 лютого 2006 року у віці 115 років і 108 днів.